# Karl Ludwig (Hohenlohe-Langenburg)

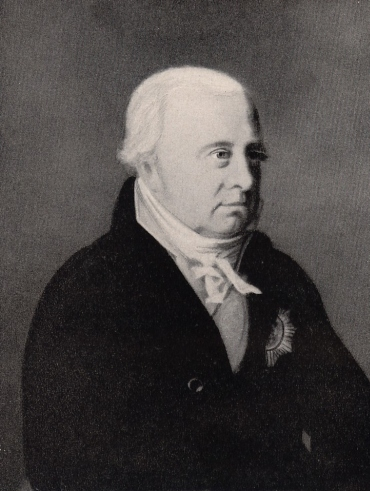
Fürst Karl Ludwig zu Hohenlohe-Langenburg

Karl Ludwig, Fürst zu Hohenlohe-Langenburg (* 10. September 1762 in Langenburg; † 4. April 1825 ebenda) war ein Angehöriger des Hochadelsgeschlechts Hohenlohe und der 3. Fürst des Hauses Hohenlohe-Langenburg.

## Abstammung
Karl Ludwig wurde als erstes Kind von Fürst Christian Albrecht zu Hohenlohe-Langenburg und Prinzessin Caroline zu Stolberg-Gedern geboren.

## Leben
Er war ein begeisterter Musiker.
Von 1815 bis 1825 gehörte Fürst Karl Ludwig den Ständeversammlungen und seit 1820 der Ersten Kammer der Württembergischen Landstände an, ließ sich aber seit 1819 durch seinen Sohn Ernst vertreten.

## Ehe und Nachkommen

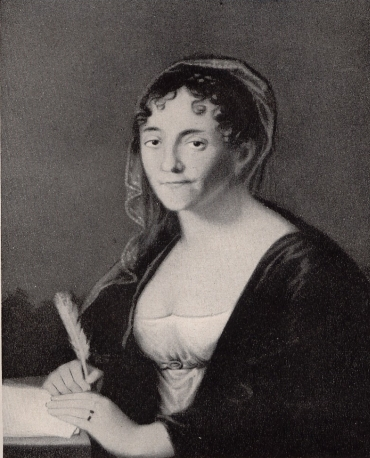
Fürstin Amalie zu Hohenlohe-Langenburg, geb. Gräfin zu Solms-Baruth

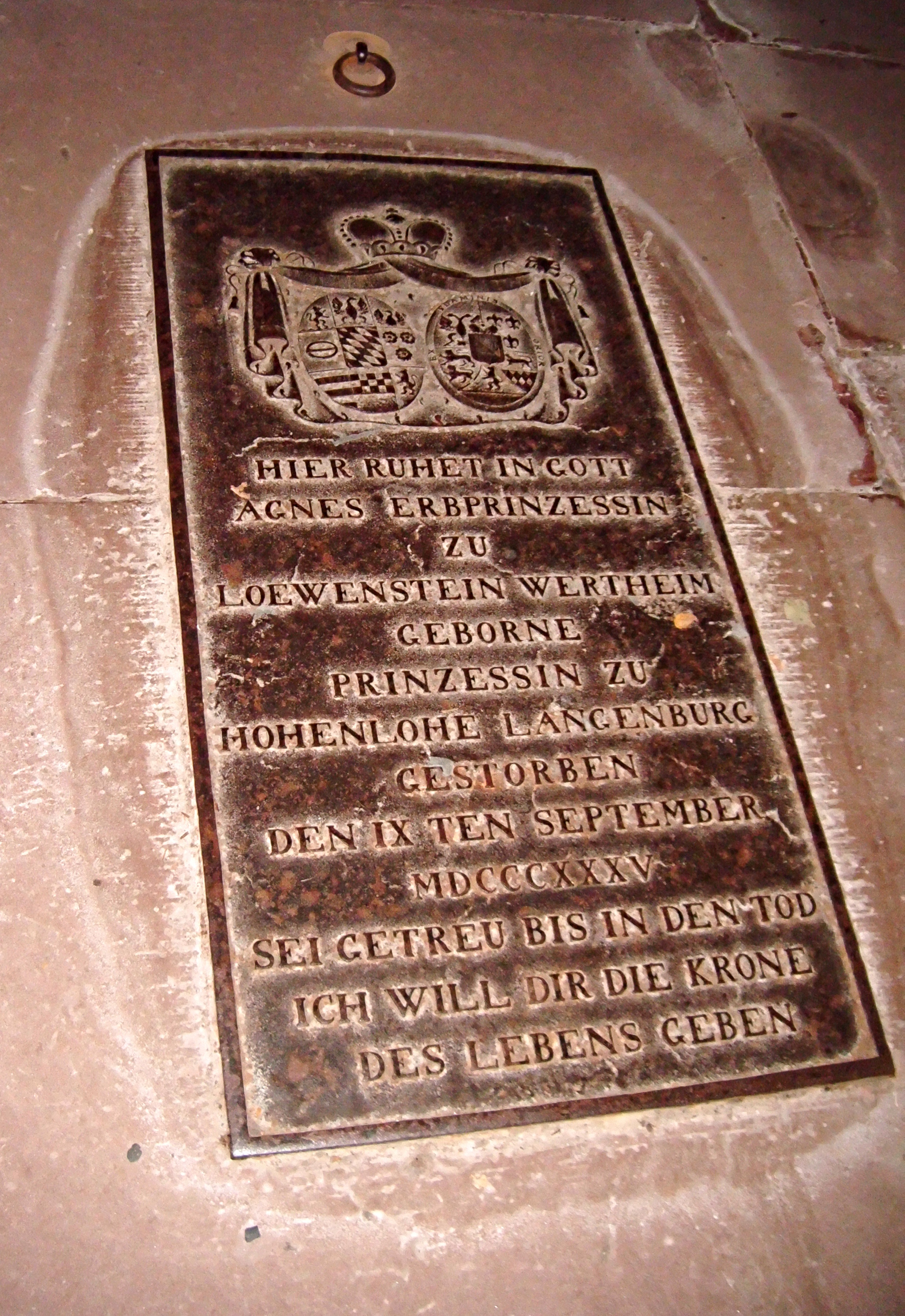
Grabplatte der Tochter Maria Agnes (1804–1835), verheiratete Löwenstein-Wertheim-Rosenberg, Kloster Engelberg über dem Main, Großheubach

Am 30. Januar 1789 heiratete er auf Schloss Klitschdorf Gräfin Amalie Henriette zu Solms-Baruth (1768–1847), Tochter von Graf Johann Christian II. zu Solms-Baruth.
Aus der Ehe gingen folgende dreizehn Kinder hervor:
- Louise (1789–1789)
- Elise Eleonore Charlotte (* 22. November 1790; † 6. Oktober 1830) ⚭ Landgraf Victor Amadeus von Hessen-Rotenburg, Herzog von Ratibor (1779–1834),
- Caroline Friederike Constanze (* 23. Februar 1792; † 25. Juli 1847) ⚭ 1815 Fürst Franz Joseph zu Hohenlohe-Schillingsfürst (1787–1841),
- Emilie Friederike Christiane (* 27. Januar 1793; † 20. Juli 1859) ⚭ 1816 Graf Friedrich Ludwig zu Castell-Castell (1791–1875),
- Ernst Christian Carl (1794–1860) ⚭ (1828) Prinzessin Feodora zu Leiningen (1807–1872),
- Friedrich (1797–1797),
- Marie Henriette (1798–1798),
- Luise Charlotte Johanna (* 22. August 1799; † 17. Januar 1881) ⚭ 1819 Prinz Adolf zu Hohenlohe-Ingelfingen (1797–1873),
- Johanna Henriette Philippine (* 8. November 1800; † 12. Juli 1877) ⚭ 21. März 1829 Graf Emil Christian zu Erbach-Schönberg (1789–1829),
- Maria Agnes  Henriette (* 5. Dezember 1804; † 9. September 1833) ⚭ Erbprinz Konstantin zu Löwenstein-Wertheim-Rosenberg (1802–1838),
- Gustav Heinrich (* 9. Oktober 1806; † 16. November 1861), k. k. Feldmarschalleutnant,
- Helene (* 22. November 1807; † 5. September 1880) ⚭ 1827 Herzog Eugen von Württemberg (1788–1857),
- Johann Heinrich (* 18. August 1810; †  16. September 1830).

Durch die Ehen seiner Kinder und Enkel kamen Verbindungen mit den führenden Adelshäusern Europas zustande.
- Hans-Adam II. von Liechtenstein ist der Urenkel von Infanta Marie Therese von Portugal, deren Mutter Adelheid Carl Ludwigs Enkelin ist.
- Großherzog Henri von Luxemburg ist ebenfalls ein Nachfahre Adelheids über deren Tochter Maria Anna.
- König Carl XVI. Gustaf von Schwedens Mutter Sibylla ist Urenkelin der Tochter von Carl Ludwigs Sohn Ernst.
- Königin Beatrix der Niederlande Vater Bernhard ist Urenkel von Carl Ludwigs Tochter Emilie.
- Königin Sophia von Spanien und Konstantin II. von Griechenland sind Kinder von Friederike von Hannover, deren Großmutter Kaiserin Auguste Viktoria ist Enkelin von Carl Ludwigs Sohn Ernst.